# Guerra dei trent'anni (fase danese)
La fase danese (1625-1630) è la seconda fase in cui si è soliti dividere la guerra dei trent'anni. Fu caratterizzata essenzialmente dall'ingresso in campo della Danimarca contro l'alleanza cattolica e dalla sua rapida sconfitta da parte delle truppe riunite della Lega Cattolica e dell'Impero. Inoltre, in questa fase, la Francia iniziò un'attività di supporto politico ed economico ai nemici degli Asburgo che sarebbe durata fino al suo intervento diretto nel 1635 (vedi la fase francese della guerra).

## Eventi politici e bellici
La schiacciante vittoria cattolica nella prima fase della guerra provocò le apprensioni di molti dei sovrani protestanti del Nord Europa; tra questi, il "partito protestante" trovò la sua nuova guida, il re di Danimarca Cristiano IV. Cristiano, sovrano protestante, era ben inserito nelle vicende tedesche, in quanto era Duca dello Holstein, e, grazie ad accorte manovre politiche, era riuscito ad imporre l'influenza danese su Amburgo e a far nominare suo nipote Vescovo di Brema. Inoltre, grazie ad un'oculata amministrazione e a una situazione economica favorevole, aveva reso le finanze della Danimarca tra le migliori dell'intera Europa; a questo risultato avevano largamente contribuito le entrate dei pedaggi dello stretto dell'Øresund e consistenti riparazioni di guerra da parte della Svezia.
A Lüneburg, nel maggio del 1625, Cristiano fu nominato dalla dieta direttore (Kreisoberst) del Circolo della Bassa Sassonia. Nel frattempo le due potenze asburgiche ripresero la loro politica egemonica e di guida del partito "cattolico" portando la guerra alle Province Unite, gli attuali Paesi Bassi, allo scadere della tregua dei dodici anni. Questo fatto suscitò l'opposizione degli inglesi, che avevano forti interessi nei Paesi Bassi, ed erano anch'essi preoccupati per il predominio cattolico nel continente europeo.
Ma questo prevalere cattolico fu rotto proprio da una rivalità interna. In Francia, terminato il periodo della reggenza e della politica filospagnola di Maria de' Medici, il cardinale Armand-Jean du Plessis de Richelieu, ministro di Luigi XIII, si prefisse l'obiettivo di impedire un nuovo accerchiamento asburgico come ai tempi di Carlo V. Dopo una nuova delibera della dieta di Lüneburg che decideva l'entrata in guerra della Danimarca e della Bassa Sassonia, con l'appoggio francese si creò, nel 1625, un'alleanza anti-asburgica fra Paesi Bassi, Danimarca ed Inghilterra.
Per combattere questa nuova minaccia, l'Imperatore Ferdinando II diede l'incarico di arruolare un nuovo esercito ad Albrecht von Wallenstein, un nobile boemo arricchitosi grazie agli espropri seguiti alla vittoria degli anni precedenti. Grazie ad una sapiente organizzazione, Wallenstein arruolò un esercito di 20 000 uomini e si mise al servizio dell'Imperatore, in cambio del bottino ricavato nelle campagne. Quindi, grazie anche a una certa indecisione dei protestanti, i cattolici passarono rapidamente all'offensiva: il conte di Tilly passò il fiume Weser entrando con le sue truppe nel territorio del Circolo della Bassa Sassonia, mentre Wallenstein condusse a nord il nuovo esercito, ponendo i quartieri invernali a Magdeburgo.

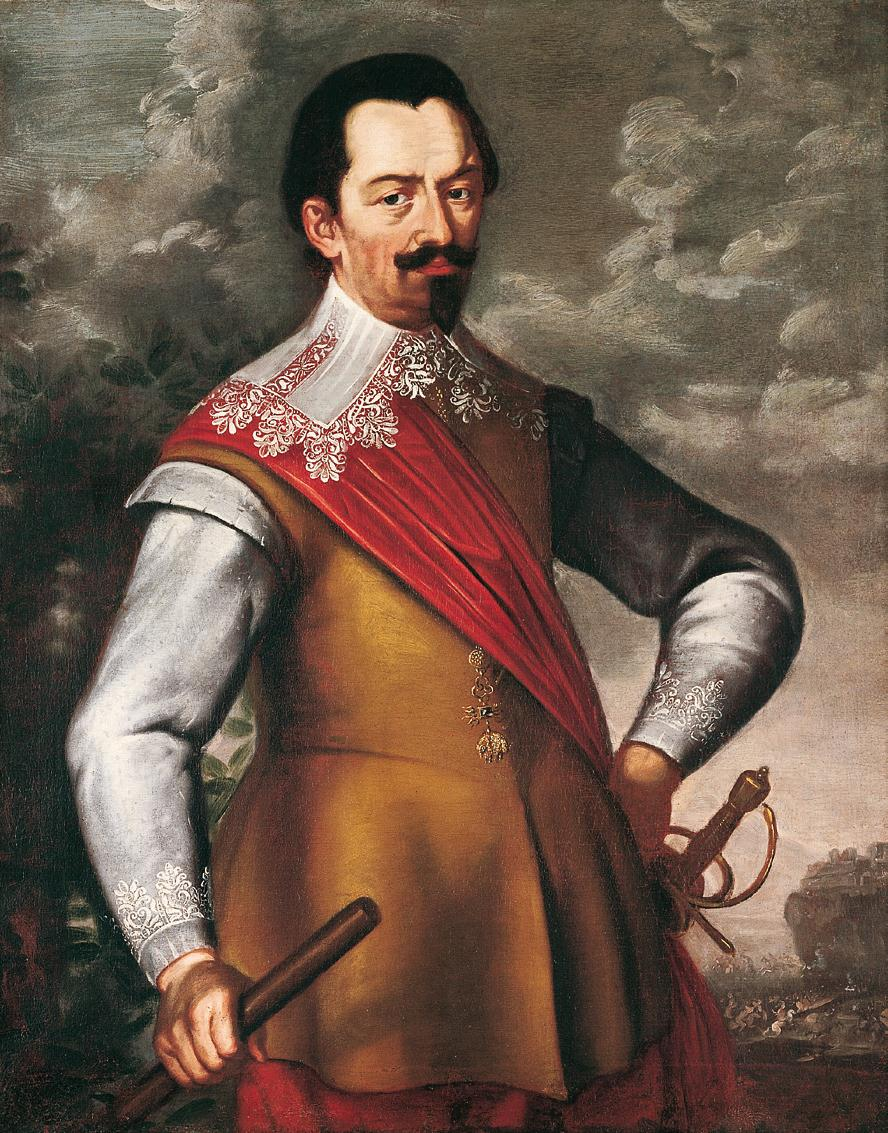
Albrecht von Wallenstein, comandante dell'esercito imperiale (1583-1634)

Cristiano IV si trovò ora in una situazione molto difficile e capì di non poter fare affidamento sugli stati che avevano promesso supporto alla Danimarca; la Francia si trovava ancora alle prese con gravi problemi interni legati allo strapotere ugonotto, che sarebbero sfociati nel 1627 con l'assedio di La Rochelle; l'Inghilterra era in un periodo di gravi tensioni politiche, che avrebbero presto portato alla Rivoluzione Inglese; la Svezia era in guerra con la Polonia, e gli stati regionali protestanti, Sassonia e Brandeburgo, non sembravano interessati ad unirsi alla lotta. Come risultato, l'esercito danese doveva affrontare, con il solo supporto delle poche truppe del nuovo esercito del conte di Mansfeld, due armate cattoliche.
La campagna vera e propria ebbe inizio nella primavera del 1626, quando Wallenstein operò per liberare una posizione fortificata tenuta da un suo sottoposto, il tenente Aldringen, dall'assedio messo in atto da Mansfeld; quest'ultimo fu duramente sconfitto nella battaglia del Ponte di Dessau, sul fiume Elba, in seguito alla quale le truppe imperiali occuparono la Slesia. Intanto, ad occidente, Tilly, dopo avere occupato la fortezza di Gottinga ed avere ricevuto rinforzi da Wallenstein, il 27 agosto 1626 sconfisse duramente Cristiano IV nella battaglia di Lutter-am-Barenberge. La vittoria di Tilly sembrava decisiva: le truppe imperiali occuparono il Ducato di Meclemburgo e lo Holstein danese, e distrussero le ultime forze residue di Cristiano a Grossenbrode, il 14 settembre 1627. In dicembre, i danesi si ritirarono nelle isole del Mar Baltico, e i cattolici occuparono lo Jutland.
A questo punto agli imperiali bastava spazzare via gli ultimi nuclei di resistenza danese sulle coste del Mar Baltico e nelle isole per ottenere una vittoria completa, e per questo Wallenstein, nel gennaio 1628, fu nominato dall'Imperatore "Ammiraglio del Mar Baltico". Il compito, tuttavia, si rivelò molto più difficile del previsto: l'assedio di Stralsunda, cominciato il 13 maggio, fu tolto il 24 luglio dopo un insuccesso, a cui aveva contribuito l'appoggio dato alla città dalla Svezia, che così otteneva un primo punto di appoggio in Germania.
Ma questo non valse a risollevare le sorti della Danimarca, che venne nuovamente sconfitta il 2 settembre a Wolgast. Il costo della guerra si rivelò a questo punto proibitivo per l'Impero, specialmente considerando che erano pochi i vantaggi ancora ottenibili dalla sua prosecuzione; si giunse quindi ad un accordo, e Cristiano IV dovette firmare la pace di Lubecca (22 maggio 1629) con la quale egli si impegnava a non inserirsi nelle vicende dell'Impero ottenendo in cambio la restituzione dei territori occupati.
Con la morte dei principali comandanti protestanti, il conte di Mansfeld e Gabriele Bethlen, nel 1629, la guerra poteva terminare con una schiacciante serie di successi cattolici; l'Imperatore, tuttavia, nel marzo 1629, sotto l'influenza della Lega Cattolica e del suo confessore gesuita Lamormaini, emanò l'Editto di restituzione, che imponeva la restituzione alla Chiesa delle terre secolarizzate dopo la pace di Augusta. Il provvedimento era stato preso per favorire i principi cattolici, ma il suo effetto fu disastroso dal punto di vista politico, perché suscitò la reazione dei principi luterani che erano rimasti neutrali, nonché della Svezia, il cui intervento sarà determinante per i futuri esiti del conflitto (vedi la fase svedese della guerra).

### Eventi secondari nell'Italia settentrionale

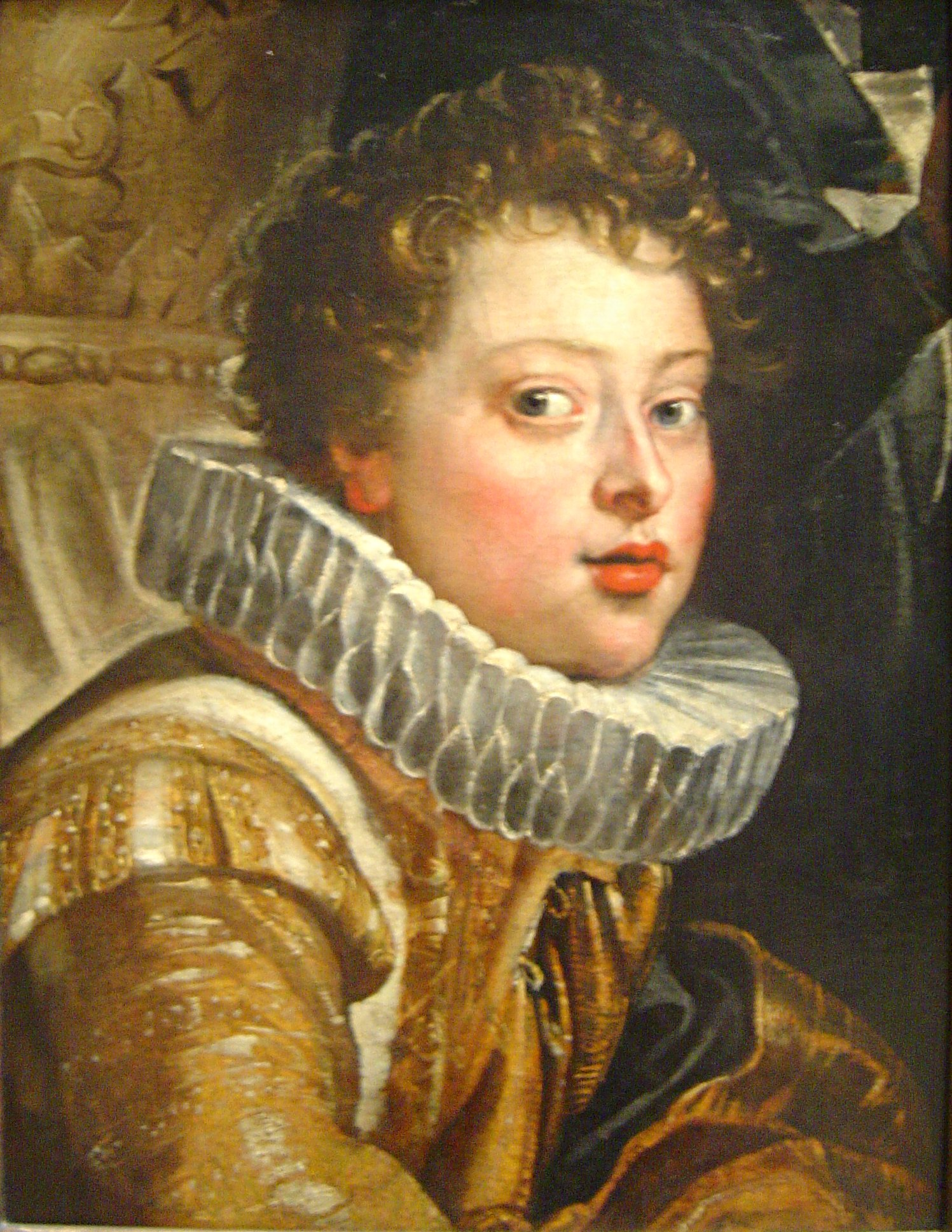
Vincenzo II Gonzaga. Con la sua morte si estinse il ramo principale dei Gonzaga, innescando il conflitto per la successione di Mantova e del Monferrato

Al quadro generale della guerra in Germania, si aggiunsero scontri minori verificatisi in nord Italia tra il 1620 ed il 1630, riguardanti il controllo della Valtellina, la successione al ducato di Mantova ed il possesso del Monferrato. Prima fonte delle tensioni fu la rivolta della popolazione cattolica della Valtellina, che insorse sollecitata dalla Spagna, per cui la valle rappresentava un fondamentale punto di transito lungo la strada spagnola che dalla Liguria (Finale Ligure) conduceva ai Paesi Bassi.
Dopo il massacro degli abitanti protestanti nel 1620 (Sacro Macello), la Spagna occupò la valle con il pretesto di difenderne gli abitanti cattolici contro una reazione da parte dei Grigioni. Per rispondere a questa nuova iniziativa spagnola, venne formata una lega tra Francia, Ducato di Savoia e Repubblica di Venezia, che tuttavia, a causa dei problemi interni sperimentati all'epoca dalla Francia, non riuscì ad impedire alla Spagna di ottenere una vittoria diplomatica con la Pace di Monzón, che sanciva il protettorato spagnolo sulla Valtellina.
Nel 1627 si aprì la questione del controllo del territorio di Mantova e del Monferrato, a seguito dell'estinzione della linea diretta della famiglia Gonzaga. La successione era stata risolta a favore della casa Gonzaga-Nevers, francese; tale risoluzione, che poneva sotto il controllo della Francia due territori strategici per il controllo del nord Italia, non poteva essere accettata dalla Spagna, che appoggiò invece la candidatura al ducato del ramo dei Gonzaga di Guastalla, filo-spagnolo.
Truppe spagnole, provenienti dai territori di Milano, invasero il territorio di Mantova e del Monferrato, appoggiati da truppe sabaude; la Francia, impegnata sul fronte interno contro gli ugonotti, al momento non poté intervenire, ma, debellata la fazione ugonotta, alla fine del 1628 un esercito francese entrò in Italia, costringendo il duca di Savoia Carlo Emanuele I a scendere a patti e il governatore di Milano, don Gonzalo Fernández de Córdoba, a togliere l'assedio di Casale.
La situazione si capovolse alla fine del 1629, quando intervenne un poderoso esercito imperiale, che pose l'assedio a Mantova, costretta a capitolare e sottoposta ad un brutale saccheggio. Nel frattempo, una terribile epidemia di peste, probabilmente veicolata dalle truppe tedesche, dilagò in tutto il nord Italia, colpendo particolarmente la città di Milano, che vide dimezzata la propria popolazione. Il sentimento della popolazione al passaggio dei lanzichenecchi e la tragedia dell'epidemia di peste sono efficacemente descritte da Alessandro Manzoni nei suoi Promessi Sposi.
Determinante per la risoluzione del conflitto fu la situazione che andava maturando in Europa; con la Francia nuovamente travagliata da problemi interni e la Germania minacciata da una prossima invasione svedese (vedi la fase svedese del conflitto), venne stilata una serie di accordi a Ratisbona, poi ratificati nel trattato di Cherasco, che riconosceva la successione alla casa Gonzaga-Nevers e il possesso di Pinerolo alla Francia, che otteneva quindi un'importante vittoria